# Sarchapet
Sarchapet là một đô thị thuộc tỉnh Lori, Armenia. Dân số ước tính năm 2011 là 2102 người.